# Ángel Lavín Rivero
Ángel Lavín Rivero (Santander, Cantabria, 1968), conocido como Ángel Lavín, es un jugador de bolos cántabro que actualmente juega para le peña bolística de Puertas Roper. Su éxito más importante fue quedar campeón del Campeonato de España de Bolo Palma en el año 2007. Su registro de bolos (643 bolos) fue el más bajo de los últimos 10 años, lo que no le impidió salir campeón.

## Biografía
En 2009 fichó por la Peña Bolística Puertas Roper. Hasta ese año jugó en la Peña Bolística Manuel Mora, en la que descendió de categoría. Anteriormente había formado parte de la Peña Bolística Renedo.

## Trayectoria
- La Carmencita
- Liérganes (1990-1991)
- Peña La Cavada (1992-1994)
- Peña Bolística Hermanos Borbolla Villa de Noja (1995-1996)
- Peña Bolística Puertas Roper (1997-2001)
- Peña Bolística Hermanos Borbolla Villa de Noja (2002-2004)
- Peña Bolística Renedo (2005-2007)
- Peña Manuel Mora (2008)
- Peña Bolística Puertas Roper (2009-2012)

## Palmarés
- 1 vez Campeón de España Individual en 2007.
- 2 veces Subcampeón de España Individual en 1996 y 2004.
- 2 veces ganador del Torneo del 'Millón' en 2000 y 2006.